# Pyrgomorpha cypria
Pyrgomorpha cypria är en insektsart som beskrevs av Bolívar, I. 1901. Pyrgomorpha cypria ingår i släktet Pyrgomorpha och familjen Pyrgomorphidae. Inga underarter finns listade i Catalogue of Life.